# Rafael Aizpuru
Rafael Aizpuru (Ciudad de Panamá, 24 de octubre de 1843 - Ciudad de Panamá, 27 de abril de 1919) fue un militar y político panameño que ejerció como presidente del Estado Soberano de Panamá desde 1875 hasta 1878 y nuevamente en 1885 cuando Panamá pertenecía a Colombia. 

## Biografía

### Primeros años
Rafael Aizpuru nació en la Ciudad de Panamá el 24 de octubre de 1843, cuando Panamá era un territorio perteneciente a la República de la Nueva Granada. Se desconoce sobre su familia y sus primeros años de vida. En 1855 Aizpuru dirigió junto con el liberal Buenaventura Correoso una revolución en contra del gobierno centralista de Rafael Núñez de esa época. En 1872, cuando el general Gabriel Neira reemplazó a Correoso como presidente, tuvo una administración amenazada por Aizpuru, quien en ese entonces era cuarto designado y comandante de las tropas del Estado. Aizpuru encabezó un golpe de Estado en contra de Neira el 5 de abril de 1873, con la ayuda de las tropas del Estado. El conflicto fue tan violento que hasta se necesitó que las fuerzas navales de Estados Unidos restablecieran el orden y garantizar el tránsito.

### Primera presidencia (1875-1878)
Posteriormente, en 1875, Aizpuru se levantó en armas en una hacienda de Chame conocida como “Guachapalí” en contra del gobierno de Pablo Arosemena, quien logró sustituir con el respaldo de las tropas colombianas al mando del general Sergio Camargo. Se ratificaron los actos de Aizpuru para justificar el nuevo régimen por medio de una Asamblea Constituyente. También se aprobó que ejerciera el cargo de presidente hasta que se escogiera su sucesor. Tomó posesión del cargo el 12 de octubre de 1875. Durante su administración, Correoso se desempeñó en la Comandancia General del Ejército para organizar las milicias departamentales como un pacto fraterno.
En 1876 acompañó al ingeniero de la Compañía Universal del Canal Interoceánico de Panamá Armand Reclus en una expedición por la selva del Darién, respaldando el apoyo a la construcción del Canal por parte de los franceses. Su gobierno terminó el 1 de enero de 1878 con la asunción de su compañero Correoso al poder. Después de la renuncia de Correoso, fue sucedido por José Ricardo Casorla, quien fue nombrado por la Asamblea el 29 de diciembre de 1878. Sin embargo, fue secuestrado en una rebelión encabezada por Aizpuru y fue removido de su cargo por Benjamín Ruiz. Durante la crisis, se nombró a Gerardo Ortega para liderar un contraataque hacia Aizpuru. Al acabar con la rebelión el 15 de junio de 1879, se liberó a Casorla para que continuara su término. Sin embargo, renunció a los días días aduciendo problemas de salud tras su secuestro, por lo que Ortega volvió a ser designado para completar su periodo. En este periodo, Aizpuru era representante en la Asamblea del Estado Soberano y propuso que se le declarara a Lucien Bonaparte Wyse como “plecaro ciudadano” y ordenara colocarle un retrato suyo en el Palacio de Gobierno.

### Segunda presidencia (1885)
El 16 de marzo de 1885 Aizpuru volvió a dirigir un movimiento revolucionario, acompañado de un grupo de 250 hombres del barrio de Santa Ana para protestar en contra del segundo gobierno de Arosemena, como primer designado en reemplazo de Ramón Santodomingo Vila como presidente. Los insurgentes se dirigieron al Convento de las Monjas de la Concepción donde se encontraba Arosemena junto con el también liberal Belisario Porras. Una llamada telegráfica del general Gónima anunciando su regreso a la capital los liberó del convento. Gónima se encontraba en Colón junto a sus tropas y su traslado a Panamá hizo que Aizpuru se retirara a Farfán.
Sin embargo, los rebeldes dirigidos por Pedro Prestán en Colón fueron derrotados por las tropas de Ramón Ulloa y Santiago Brun leales al gobierno, debido a que Prestán no acató las órdenes de Aizpuru de desocupar la ciudad y aguardar refuerzos. Tras el fin de la batalla en 31 de marzo de 1885, Colón fue casi destruida en su totalidad por un incendio del que solo sobrevivieron siete casas. Aizpuru tomó ventaja caos y asumió como jefe civil y militar del Estado Soberano.
Aprovechando el estado de caos en la ciudad, Aizpuru asumió la jefatura civil y militar del Estado. Su efímero periodo se caracterizó por la dificultad de tener un gobierno estable con el estado crítico que tenía el Istmo. Durante el 8 de abril, tropas estadounidenses desembarcaron en Colón que habían llegado del buque de guerra “Shenandoah”. El 24 de abril de 1885, las tropas invadieron a Panamá para impedir que Aizpuru organizara la defensa de Panamá contra las tropas colombianas que estaban en camino. Sin embargo, no fue hasta el 29 de abril cuando se rindió ante los estadounidenses y finalizó la crisis que sucedía ese año.

### Últimos años y muerte
Con la imposición de la regeneración por parte de Rafael Nuñez en 1886, Aizpuru y Correoso quedaron opacados políticamente, por lo que se dedicaron a actividades jurídicas de su profesión y competencia. Aizpuru, en su condición de munícipe de Panamá propuso y sostuvo una resolución dictada el 4 de junio de 1903 por la que el Consejo Municipal de Panamá resolvió solicitar al Congreso que impartiera su aprobación al Tratado Herrán-Hay. Esta y otras solicitudes no fueron atendidas por el Congreso y rechazó el tratado.
Con el rechazo del tratado, Aizpuru decidió formar parte del movimiento separatista del 3 de noviembre de 1903 y asistió a la sesión que se realizó ese día y sugirió que se convocara al pueblo a un cabildo abierto al día siguiente para declarar la separación en el Acta de Independencia que cuenta con su firma. Por su participación, fue distinguido con el cargo de inspector general del Ejército Nacional. Posteriormente sirvió como diputado a la Asamblea Nacional de Panamá. Falleció en su ciudad natal el 27 de abril de 1919, a la edad de 75 años.